# زخم (البيضاء)
زخم هي إحدى قرى الجمهورية اليمنية. تتبع جغرافيا لمحافظة البيضاء و إداريًا لمديرية صباح. يبلغ تعداد سكانها 2440 نسمة حسب الإحصاء الذي أجري عام 2004.